# Тшцинець (гміна Лазіська)
Тшци́нець (пол. Trzciniec) — село в Польщі, у гміні Лазіська Опольського повіту Люблінського воєводства.
Населення — 283 особи (2011).
У 1975—1998 роках село належало до Люблінського воєводства.

## Демографія
Демографічна структура станом на 31 березня 2011 року:
|          | Загалом | Допрацездатний вік | Працездатний вік | Постпрацездатний вік |
| -------- | ------- | ------------------ | ---------------- | -------------------- |
| Чоловіки | 143     | 37                 | 91               | 15                   |
| Жінки    | 140     | 30                 | 70               | 40                   |
| Разом    | 283     | 67                 | 161              | 55                   |